# Улица Капселю
Улица Ка́пселю (латыш. Kapseļu iela) — улица в Земгальском предместье города Риги, в историческом районе Агенскалнс. Пролегает в юго-западном направлении, от улицы Баложу до перекрёстка с улицей Маргриетас.

## История
Улица впервые упоминается в адресной книге 1885 года под своим нынешним названием (нем. Kapselstrasse, рус. Капсюльная улица), которое никогда не изменялось. Оно дано в честь располагавшейся рядом фабрики по производству пробок, капсюлей и оловянной фольги «C. W. Hesse» (ул. Эрнестинес, 8). Первоначально представляла собой небольшой переулок, ведущий от улицы Баложу в сторону лесного массива усадьбы Шварцмуйжа; в 1901 году продлена по частной территории усадьбы Шварцмуйжа до улицы Маргриетас, тем самым обрела современные границы. К 1940 году на улице Капселю было официально пронумеровано 27 земельных участков.

## Транспорт
Общая длина улицы Капселю составляет 1128 метров, на всём протяжении улица асфальтирована и имеет две полосы движения. На участке от улицы Баложу до улицы Мелнсила движение одностороннее (в сторону улицы Баложу); на этом отрезке по улице проходит троллейбусная линия, используемая несколькими маршрутами. Имеется одноимённая остановка. На остальной части улицы Капселю разрешено движение в обоих направлениях.

## Примечательные объекты
На улице Капселю преимущественно сохранилась историческая застройка конца XIX — начала XX века.
- Дом № 3a — деревянный доходный дом Берты Крейслер[5], позднее Франка (1897, архитектор Альфред Пилеман)[2].
- Дом № 5 — деревянный жилой дом ремесленника Бегема (1877, архитектор Аполлон Эдельсон).
- Дом № 6 — бывший особняк Фаена, позднее его наследников. В 1945 году дома № 6 и 6а были переданы для проживания членов ЦК Компартии Латвии[2].
- Дом № 6a — бывший доходный дом (1930), памятник культуры местного значения[6].
- Дом № 8 — жилой дом, первоначально Роберта Пицкена (1911, архитектор Леопольд Рюмер), памятник культуры местного значения[7]. В XXI веке использовался как служебная гостиница[2].
- Дом № 10 — жилой дом (1927), памятник культуры местного значения[8].
- Дом № 12 — бывший дом бухгалтера Фридриха Рейнеке (1910—1911, архитектор Эдмунд фон Бетигер), памятник культуры регионального значения[9].
- Дом № 18 и дом № 31 — филиал «Рига» Государственного центра социального обслуживания[10].
- Дом № 19 — бывший доходный дом (1911), памятник культуры регионального значения[11].
- Дом № 21 — бывший доходный дом Круминьша (1910—1911, архитектор Эйжен Лаубе)[2].
- Дом № 23 — бывший особняк Волдемара Рейнера, совладельца кондитерской фирмы «G. Th. Reiner» (1912—1913, архитектор Александр фон Владимиров). Памятник культуры государственного значения[12].
- Дом № 25 — бывшая вилла Алисы Розевской (1910, архитектор Л. Рюмер), памятник культуры местного значения[13].
- Дом № 31 — бывшая частная клиника Нины фон Беренc (1913—1915, архитектор Хейнц Пиранг), в 1922—1940 государственный приют для младенцев, в советское время Республиканский психоневрологический дом ребёнка[14]; ныне в здании размещается детское отделение Государственного центра социального обслуживания. Памятник культуры местного значения[15].

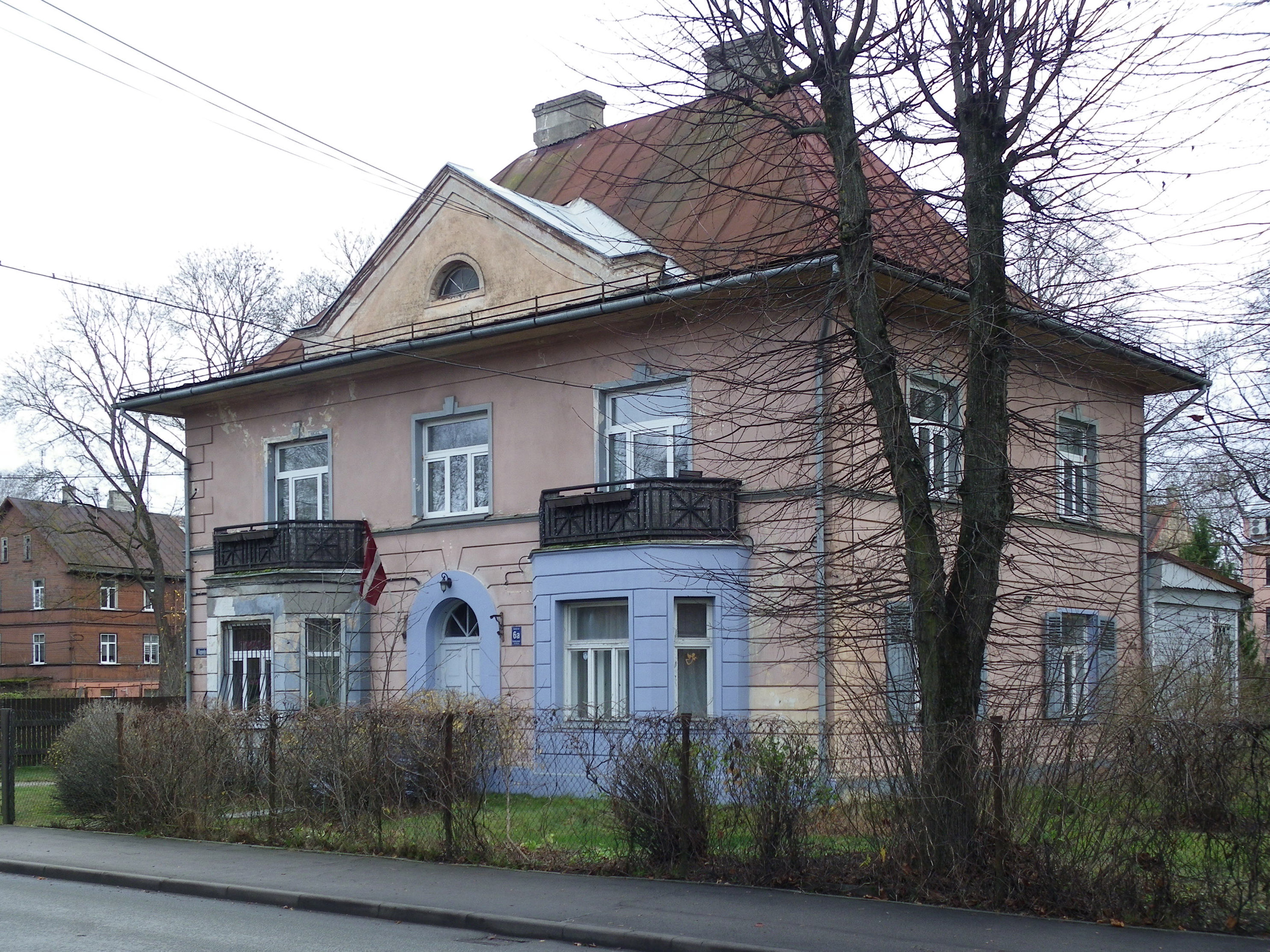
Дом № 6а
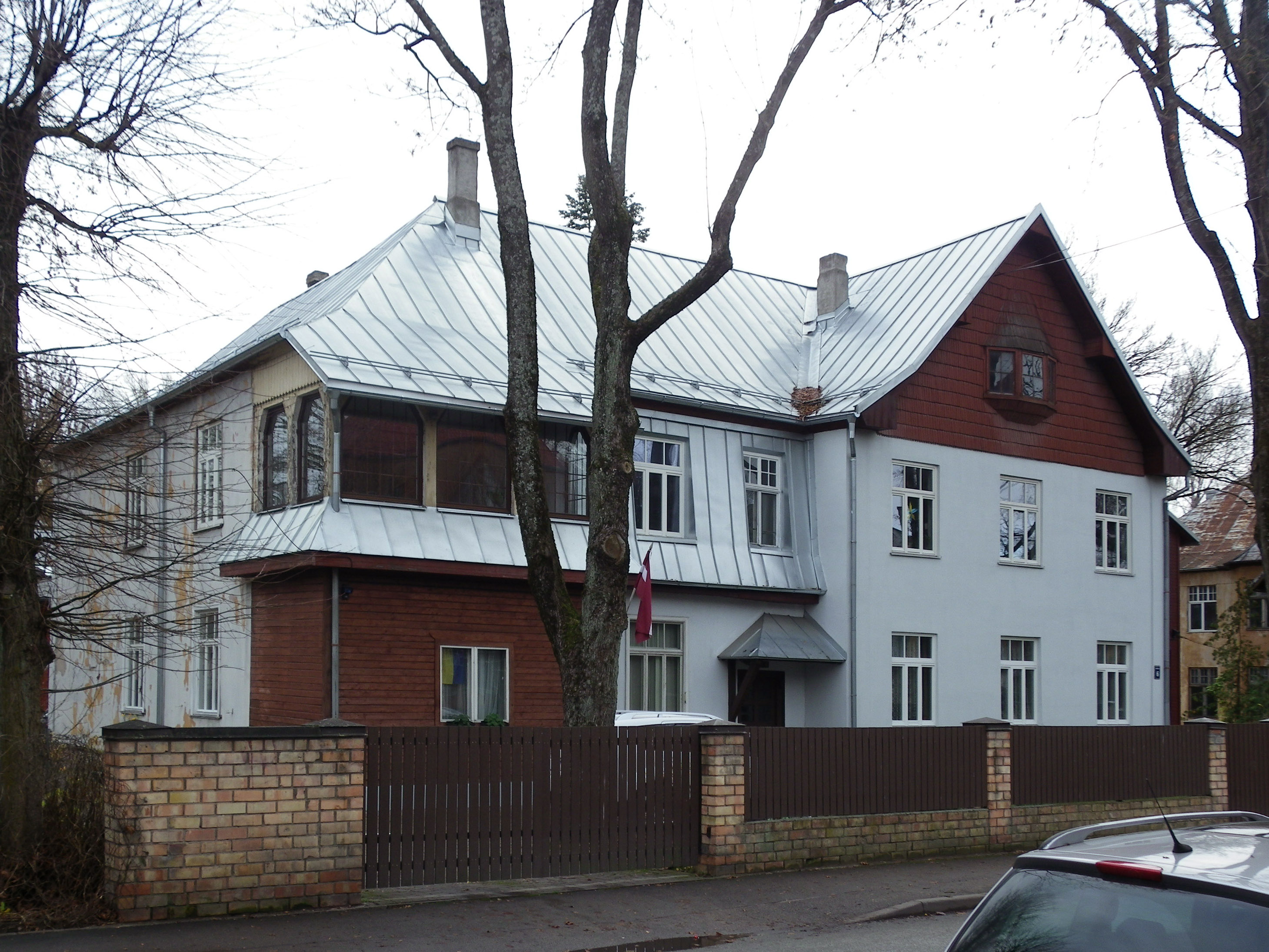
Дом № 6
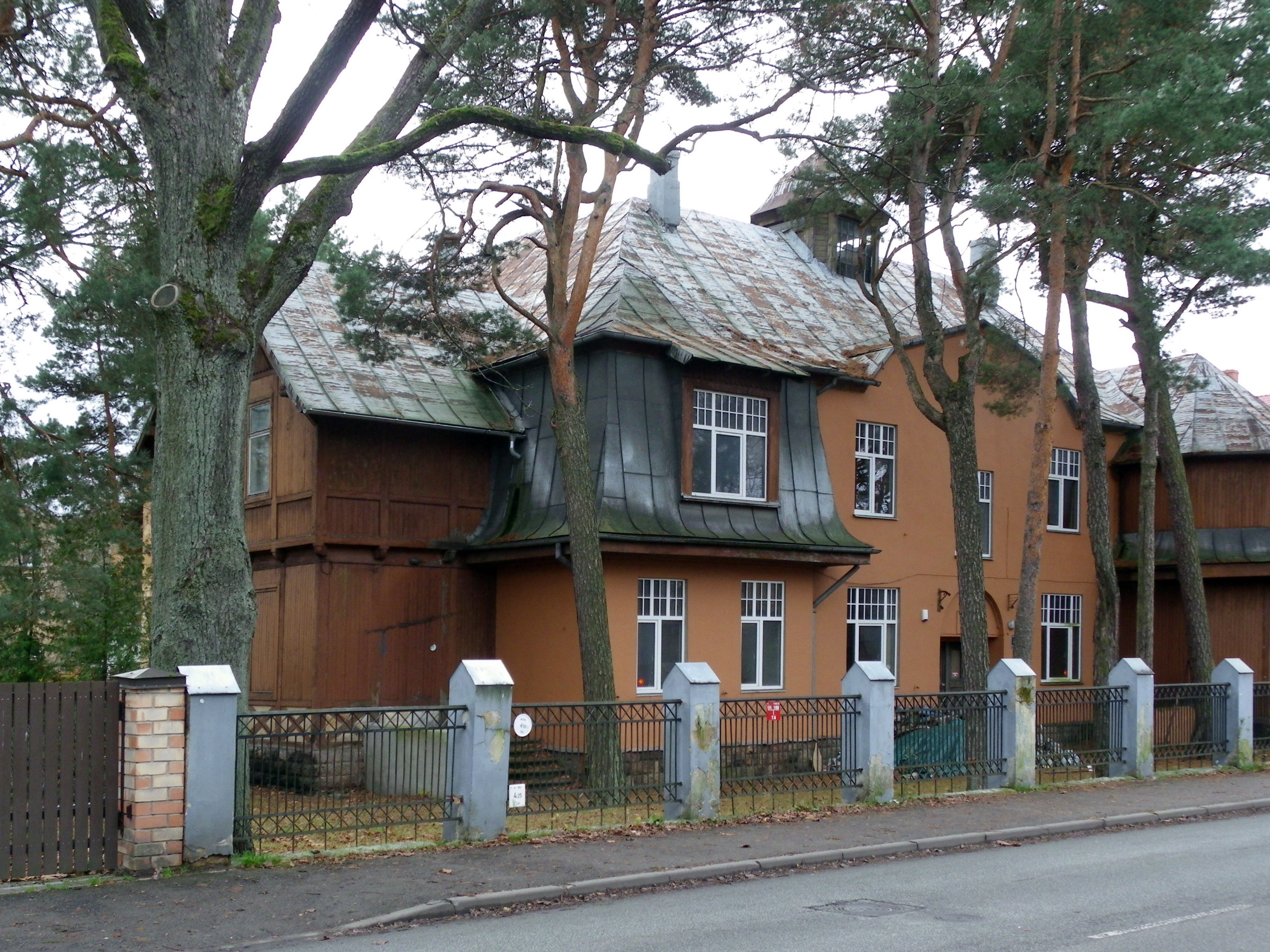
Дом № 8
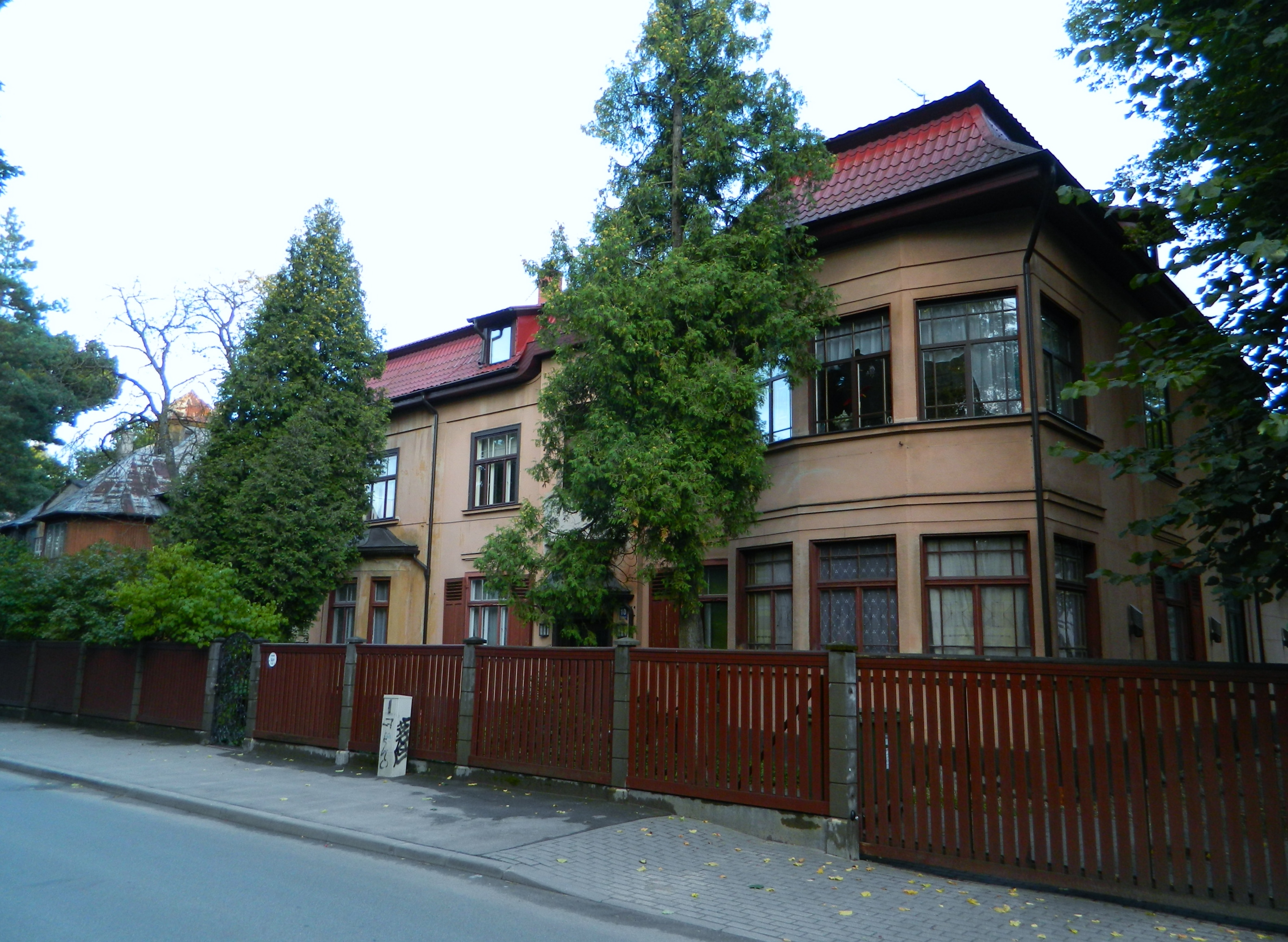
Дом № 10
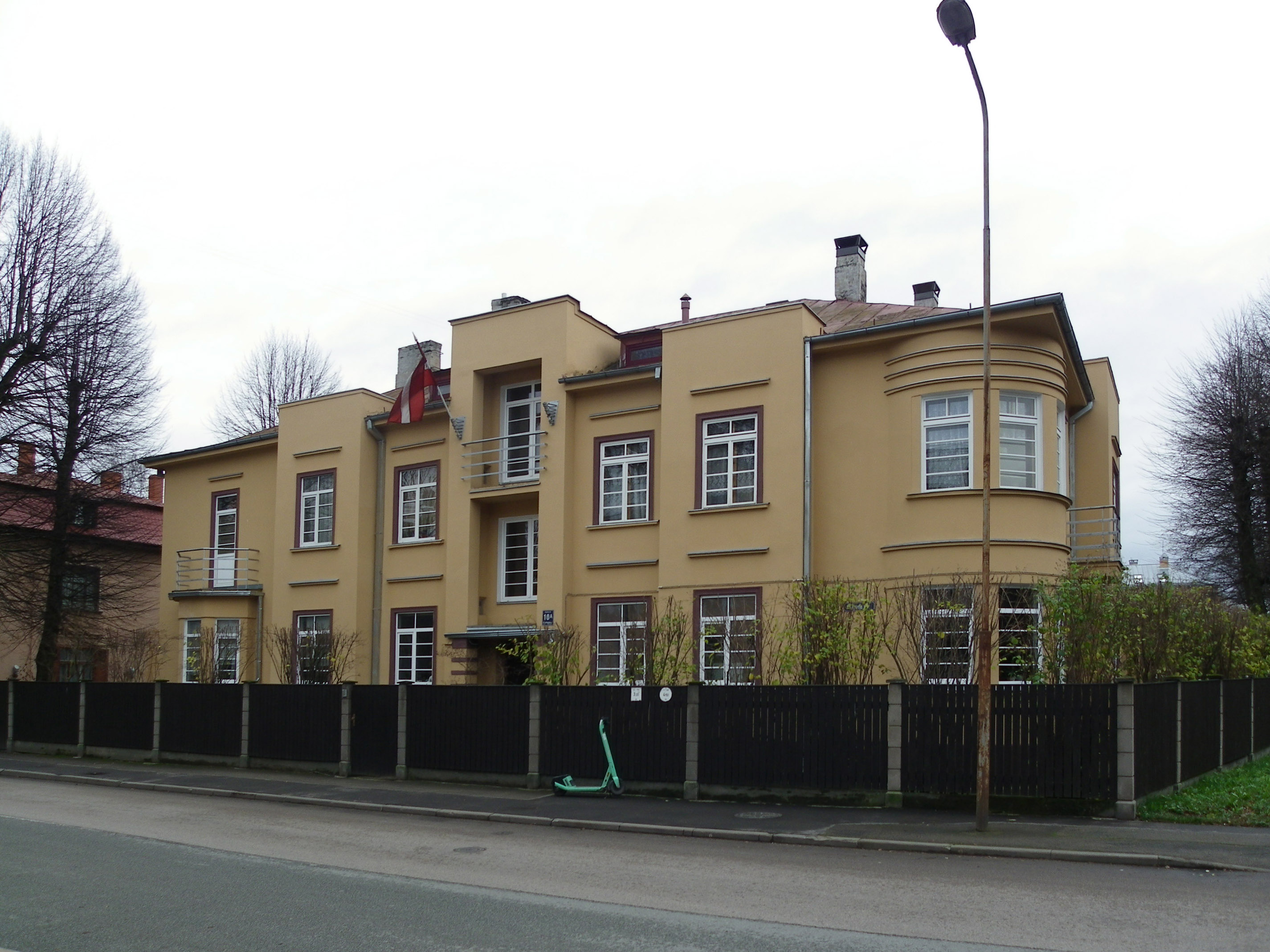
Дом № 10а
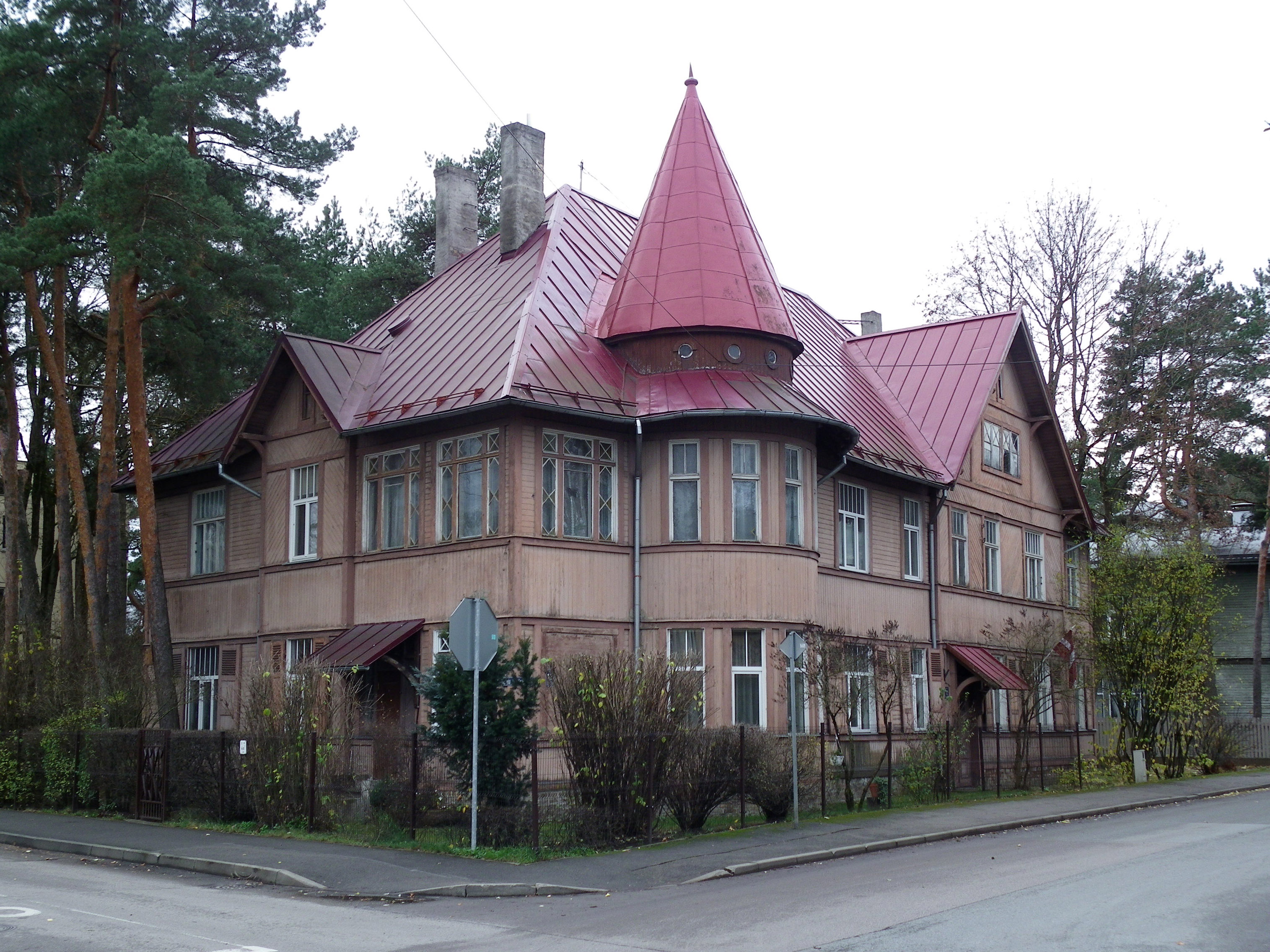
Дом № 12
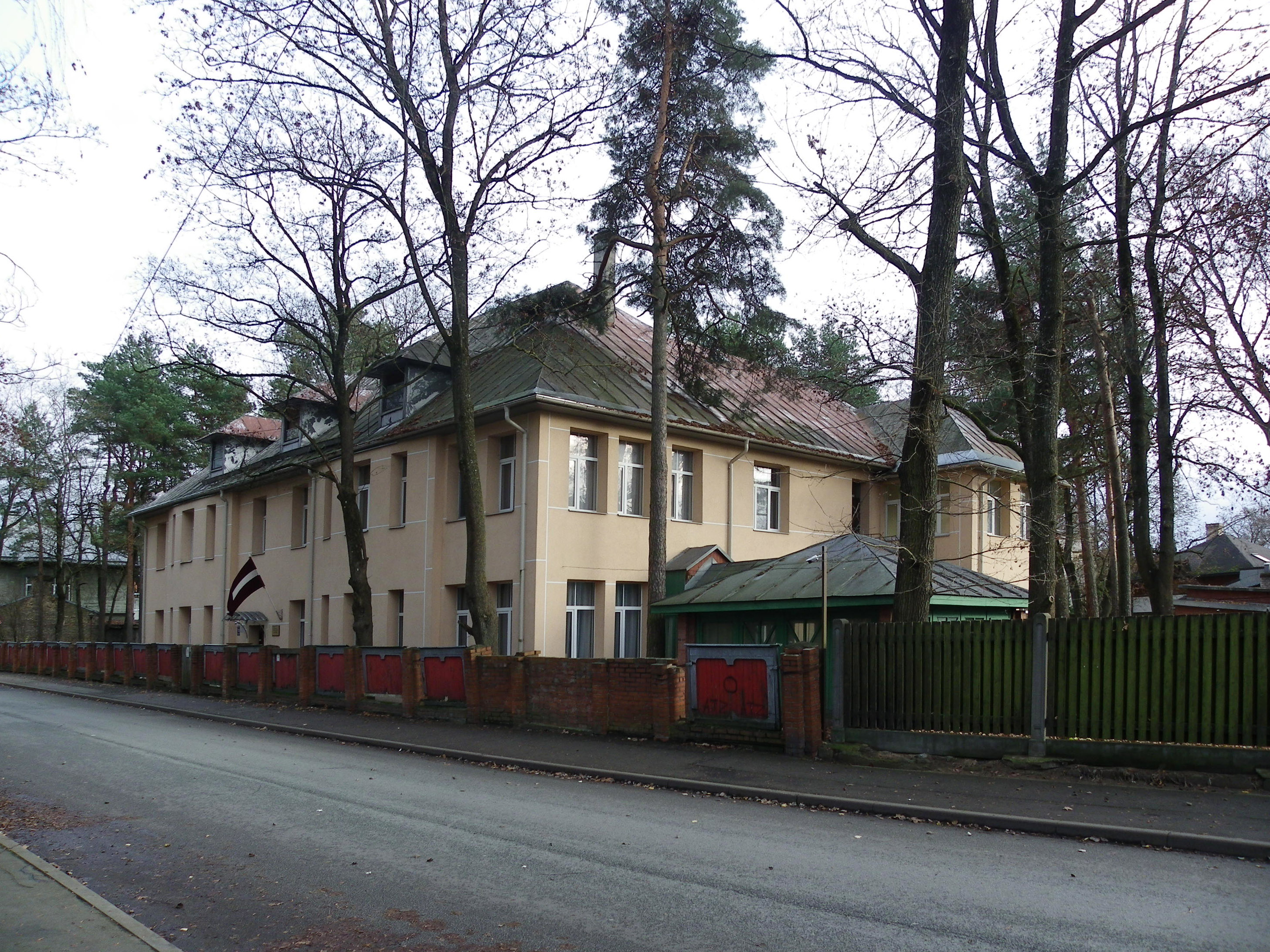
Дом № 18
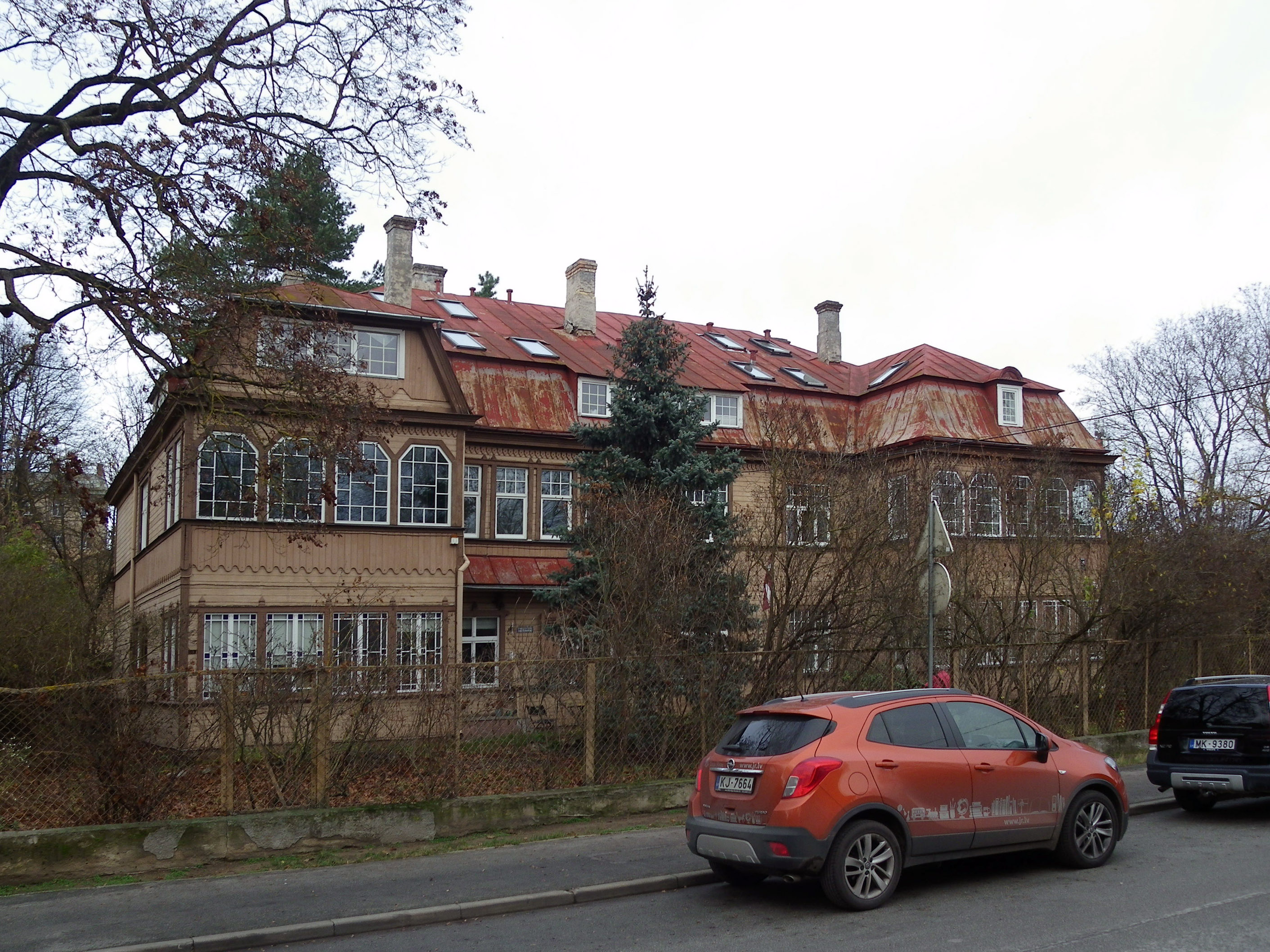
Дом № 19
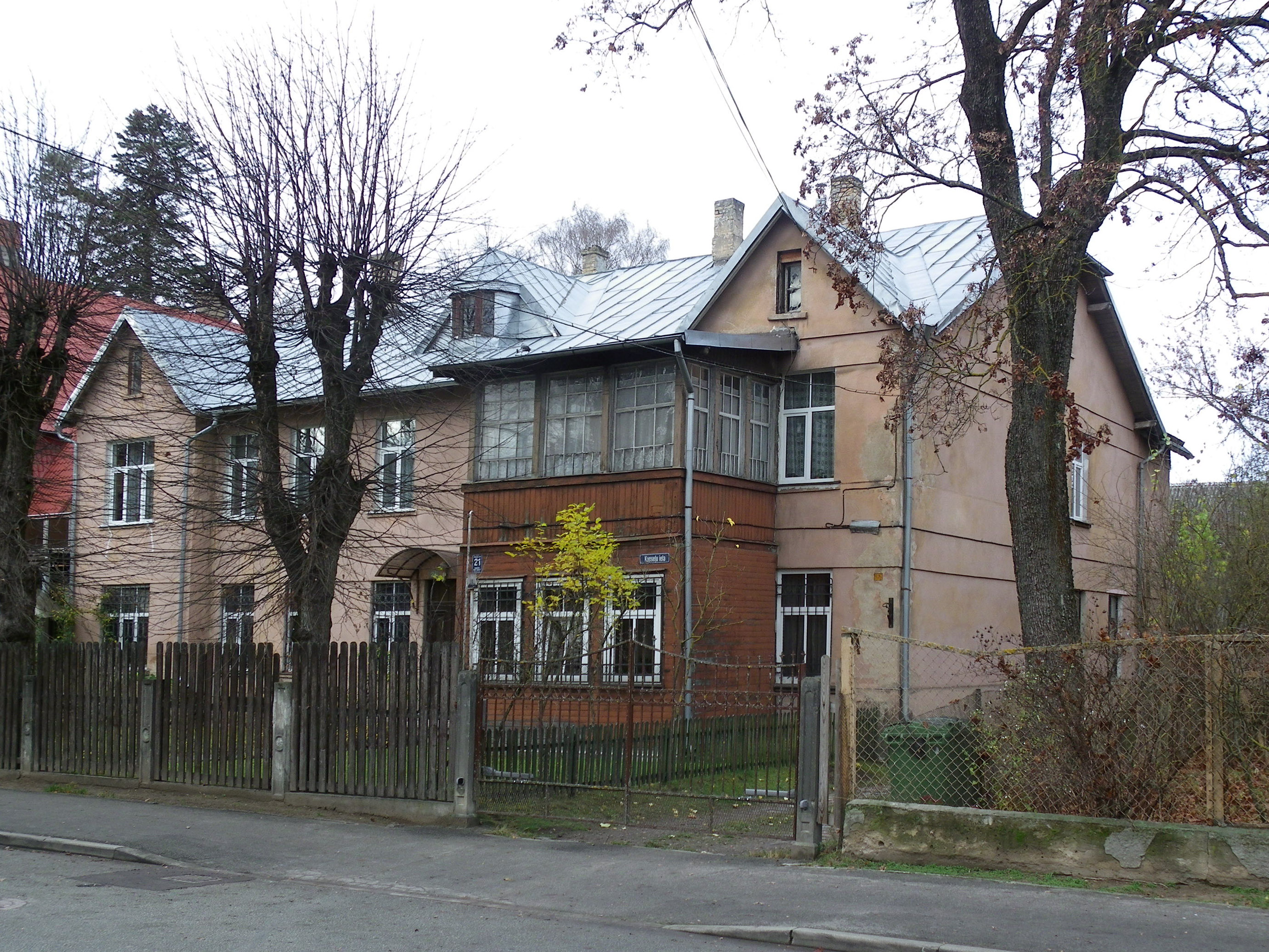
Дом № 21
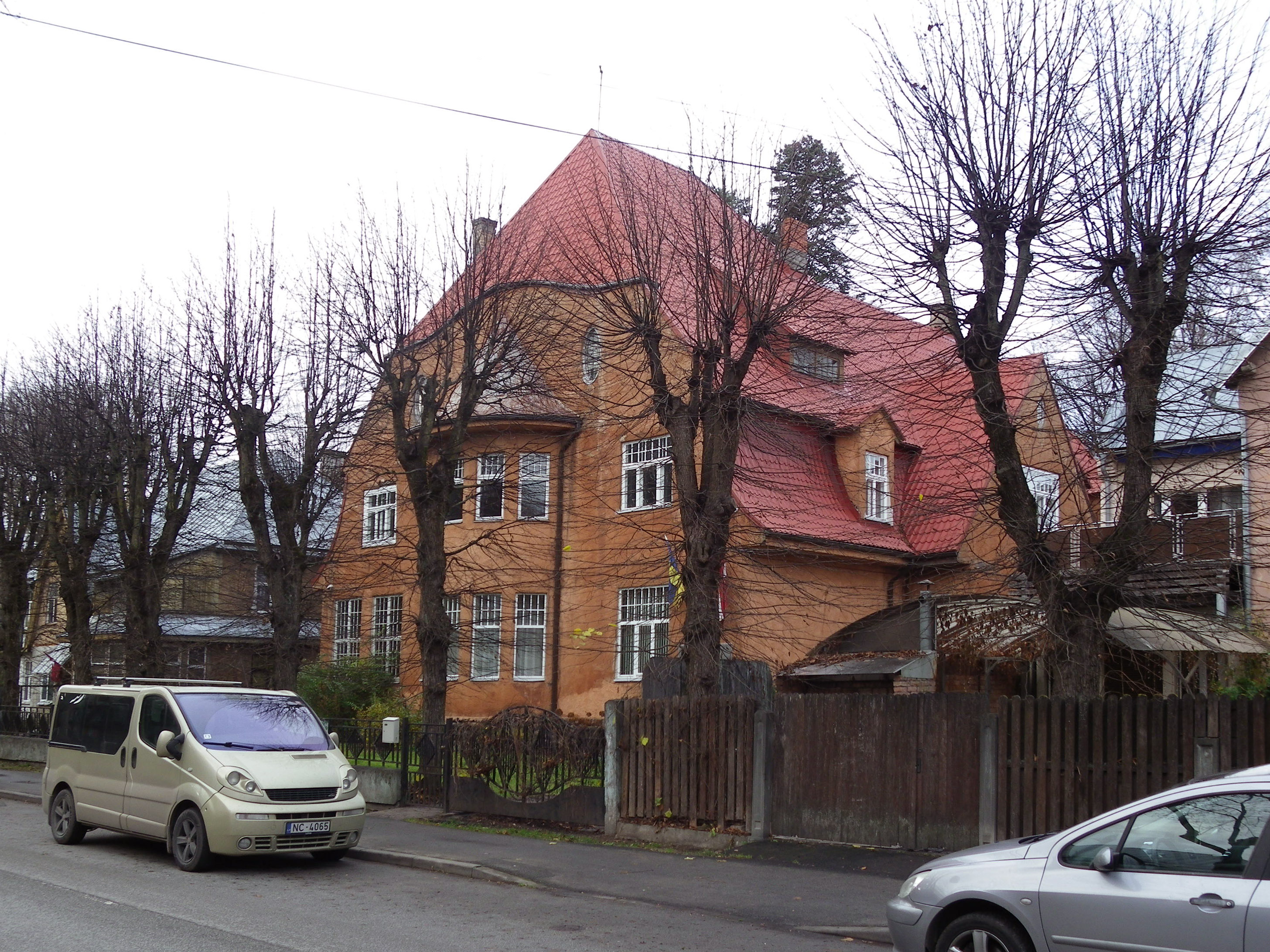
Дом № 23
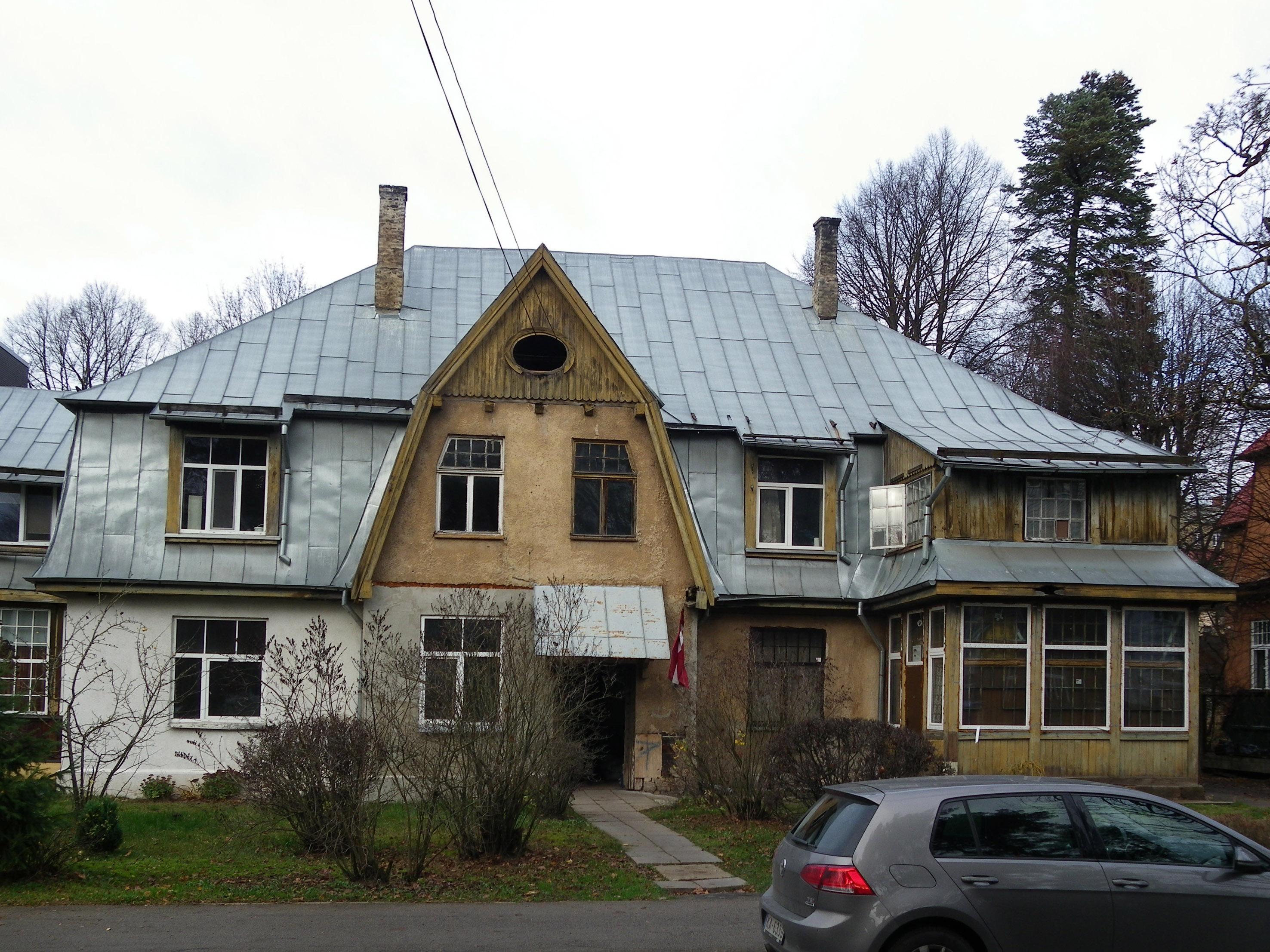
Дом № 25
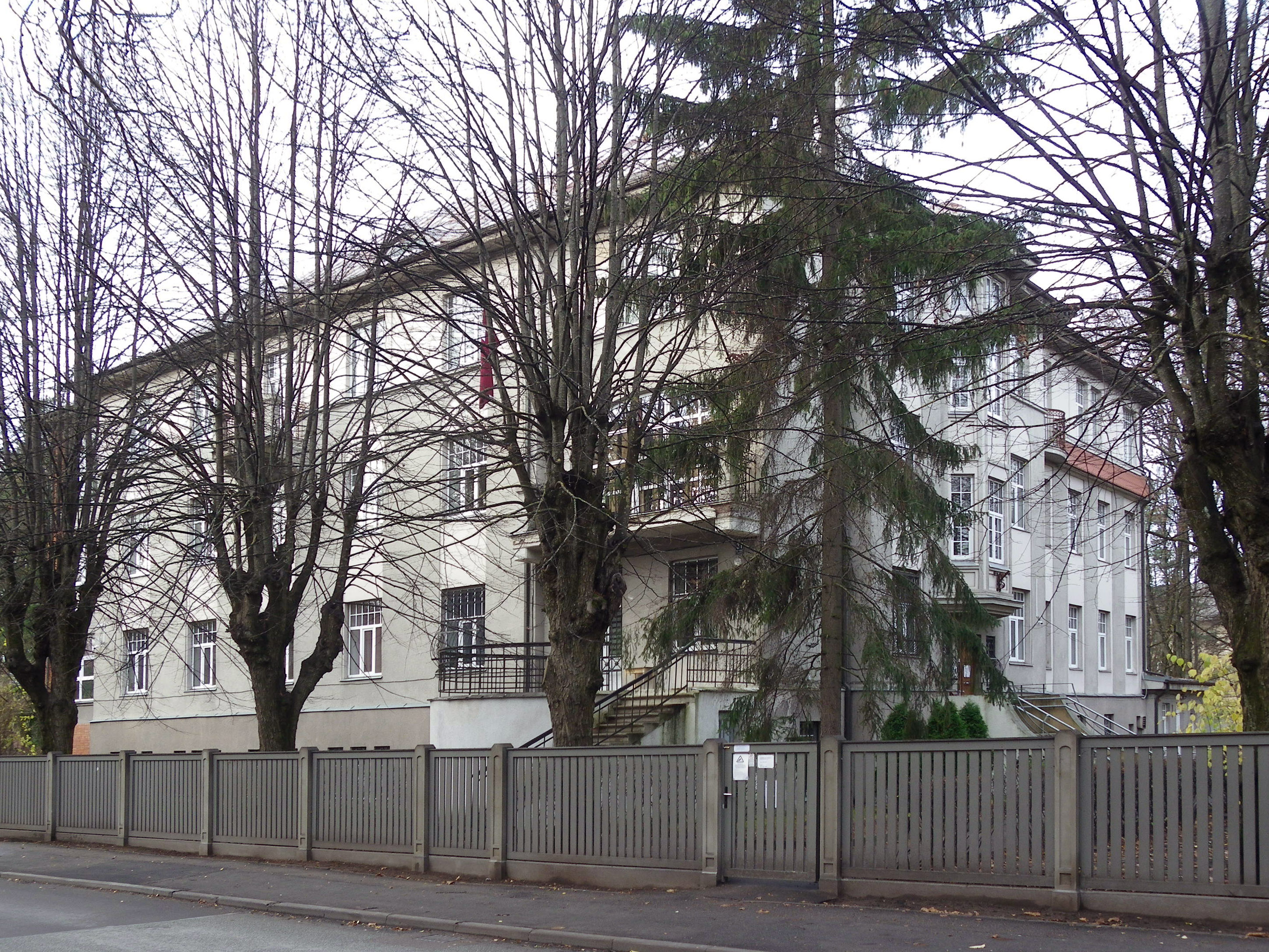
Дом № 31

## Прилегающие улицы
Улица Капселю пересекается со следующими улицами:
- улица Баложу
- улица Мелнсила
- улица Сабилес
- улица Дрейлиню
- улица Маргриетас